# Kilian Frankiny
Kilian Frankiny (Reckingen-Gluringen, 26 de enero de 1994) es un ciclista suizo que fue profesional entre 2017 y 2021.
En febrero de 2022 anunció su retirada al no encontrar equipo para seguir compitiendo.

## Palmarés
2016 (como amateur)
- Giro del Valle de Aosta, más 1 etapa

2017
- 3.º en el Campeonato de Suiza en Ruta

## Resultados en Grandes Vueltas y Campeonatos del Mundo
| Carrera         | Carrera         | 2017 | 2018 | 2019 | 2020 | 2021 |
| --------------- | --------------- | ---- | ---- | ---- | ---- | ---- |
|                 | Giro de Italia  | —    | 43.º | —    | 77.º | 57.º |
|                 | Tour de Francia | —    | —    | —    | —    | —    |
|                 | Vuelta a España | Ab.  | —    | 21.º | —    | —    |
| Mundial en Ruta | Mundial en Ruta | —    | Ab.  | —    | —    | —    |

—: no participa

Ab.: abandono